# André Genty
André Genty est un homme politique français né le 30 avril 1887 à Campneuseville (Seine-Maritime) et mort le 29 janvier 1969 à Dieppe, dans le même département.
Lors de la Première Guerre mondiale, il est fait prisonnier par les Allemands le 13 septembre 1914 à Maubeuge et interné à Münster-II. Agriculteur de profession, il devient maire de la commune de Pierrecourt en 1923, puis conseiller d'arrondissement en 1928.
En 1936, il est élu député de son département. À la Chambre des députés, il s'inscrit au groupe Agraire indépendant, petite expression parlementaire du Parti agraire et paysan français.
Le 10 juillet 1940, il vote en faveur de la remise des pleins pouvoirs au maréchal Pétain, et conserve ses fonctions de maire sous l'occupation allemande. Il ne retrouve pas de mandat parlementaire après la Seconde Guerre mondiale.

## Distinctions
- Croix du combattant.

## Sources
- « André Genty », dans le Dictionnaire des parlementaires français (1889-1940), sous la direction de Jean Jolly, PUF, 1960 [détail de l’édition]
- Jean-Pierre Chaline (dir.) et Anne-Marie Sohn (dir.), Dictionnaire des parlementaires de Haute-Normandie 1871-1940, Rouen, Publications de l'Université de Rouen, 2000, 352 p., 24×16 cm (ISBN 2-87775-294-1)